# Gerichtsbezirk Grieskirchen
Der Gerichtsbezirk Grieskirchen ist ein dem Bezirksgericht Grieskirchen unterstehender Gerichtsbezirk im politischen Bezirk Grieskirchen (Bundesland Oberösterreich).

## Geschichte
Der Gerichtsbezirk Grieskirchen wurde durch einen Erlass des k.k. Oberlandesgerichtes Linz am 4. Juli 1850 geschaffen und umfasste ursprünglich die 32 Steuergemeinden Atschenbach, Damberg, Enzendorf, Forsthof, Gallspach, Gassen, Grieskirchen, Hofkirchen, Keneding, Korntnerberg, Mangelburg, Mauer, Mödlbach, Neumarkt, Parz, Pfleg, Pötting, Pollham, Roith, Sankt Georgen, Schalbach, Schlüsselberg, Schönau, Spielmansberg, Still, Tollet, Tolleterau, Tratteneck, Uttenthal, Wallern, Weinberg und Wiedeldorf (bzw. die heutigen Gemeinden Bad Schallerbach, Gallspach, Grieskirchen, Hofkirchen an der Trattnach, Neumarkt im Hausruckkreis, Pollham, Pötting, Sankt Georgen bei Grieskirchen, Schlüßlberg, Taufkirchen an der Trattnach, Tollet und Wallern an der Trattnach).
Der Gerichtsbezirk bildete im Zuge der Trennung der politischen von der judikativen Verwaltung
ab 1868 gemeinsam mit den Gerichtsbezirken Eferding, Lambach, Waizenkirchen und Wels den Bezirk Wels.
Per 1. Juni 1870 wurde dem Gerichtsbezirk Grieskirchen die Gemeinde Meggenhofen zugewiesen, die aus dem Gerichtsbezirk Lambach ausgeschieden worden war.
1907 wurde die Gemeinde Steinerkirchen am Innbach (heute Gemeinde Kematen am Innbach) aus dem Gerichtsbezirk Lambach ausgeschieden und Grieskirchen zugewiesen.
1911 wurde aus dem Gerichtsbezirk Grieskirchen gemeinsam mit dem Gerichtsbezirk Peuerbach und dem Gerichtsbezirk Haag am Hausruck der Bezirk Grieskirchen gebildet, wobei die Bezirkshauptmannschaft per 1. Juli 1911 seine Tätigkeit aufnahm.
Durch die Auflösung des Gerichtsbezirks Waizenkirchen im Bezirk Eferding wurden die Gemeinden des Gerichtsbezirks Waizenkirchen auf die Gerichtsbezirke Eferding, Grieskirchen und Peuerbach aufgeteilt, wobei dem Gerichtsbezirk Grieskirchen die Gemeinden Michaelnbach und St. Thomas zufielen.
Mit der Bezirksgerichts-Verordnung der Österreichischen Bundesregierung am 12. November 2002 wurde die Auflösung des Gerichtsbezirks Haag am Hausruck und die Zuweisung des Gebietes zum Gerichtsbezirk Grieskirchen beschlossen. Mit dem 1. Jänner 2003 trat die Verordnung in Kraft.
Dadurch wurde der Gerichtsbezirk Grieskirchen um die Gemeinden Aistersheim, Gaspoltshofen, Geboltskirchen, Haag am Hausruck, Pram, Rottenbach, Weibern und Wendling erweitert.
Am 1. Jänner 2014 wurde der Gerichtsbezirk Peuerbach aufgelöst und die Gemeinden Bruck-Waasen, Kallham, Peuerbach, Steegen und Waizenkirchen wurden dem Gerichtsbezirk Grieskirchen zugewiesen.

## Gerichtssprengel
Der Gerichtssprengel umfasst seit 2018 mit den 28 Gemeinden Aistersheim, Bad Schallerbach, Gallspach, Gaspoltshofen, Geboltskirchen, Grieskirchen, Haag am Hausruck, Hofkirchen an der Trattnach, Kallham, Kematen am Innbach, Meggenhofen, Michaelnbach, Neumarkt im Hausruckkreis, Peuerbach, Pollham, Pötting, Pram, Rottenbach, Sankt Georgen bei Grieskirchen, Sankt Thomas, Schlüßlberg, Steegen, Taufkirchen an der Trattnach, Tollet, Wallern an der Trattnach, Waizenkirchen, Weibern und Wendling den südlichen Teil des Bezirkes Grieskirchen.